# Carta Drepturilor Fundamentale a Uniunii Europene
Carta drepturilor fundamentale a Uniunii Europene a fost proclamată de către Comisia Europeană, Parlamentul European și Consiliul Uniunii Europene la data de 7 decembrie 2000, în cadrul Consiliului European de la Nisa. Includerea drepturilor fundamentale ale cetățenilor Uniunii în Tratatul de la Lisabona presupune faptul că instituțiile Uniunii și statele membre sunt obligate din punct de vedere juridic, atunci când pun în aplicare dreptul UE, să respecte aceste drepturi.

## Structura documentului
- Preambulul Cartei prezintă hotărârea statelor membre de a împărtăși „un viitor pașnic întemeiat pe valori comune” și declară că, „conștientă de patrimoniul său spiritual și moral, Uniunea este întemeiată pe valorile indivizibile și universale ale demnității umane, libertății, egalității și solidarității; aceasta se întemeiază pe principiile democrației și statului de drept”.

- Carta drepturilor fundamentale reunește într-un singur text ansamblul drepturilor civice, politice, economice și sociale ale cetățenilor europeni și ale tuturor celor care locuiesc pe teritoriul Uniunii.

- Aceste drepturi sunt descrise în 54 de articole grupate în șase capitole principale: Demnitatea, Libertățile, Egalitatea, Solidaritatea, Cetățenia și Justiția:
  - capitolul I: demnitatea (demnitate umană, dreptul la viață, dreptul la integritate al persoanei, interzicerea torturii și a pedepselor sau tratamentelor inumane sau degradante, interzicerea sclaviei și a muncii forțate);
  - capitolul II: libertățile (dreptul la libertate și la siguranță, respectarea vieții private și de familie, protecția datelor, dreptul la căsătorie și dreptul de a întemeia o familie, libertatea de gândire, de conștiință și de religie, libertatea de exprimare și de informare, libertatea de întrunire și de asociere, libertatea artelor și științelor, dreptul la educație, libertatea de alegere a ocupației și dreptul la muncă, libertatea de a desfășura o activitate comercială, dreptul de proprietate, dreptul de azil, protecția în caz de strămutare, expulzare sau extrădare);
  - capitolul III: egalitatea (egalitatea în fața legii, nediscriminarea, diversitatea culturală, religioasă și lingvistică, egalitatea între bărbați și femei, drepturile copilului, drepturile persoanelor în vârstă, integrarea persoanelor cu handicap);
  - capitolul IV: solidaritatea (dreptul lucrătorilor la informare și la consultare în cadrul întreprinderii, dreptul de negociere și de acțiune colectivă, dreptul de acces la serviciile de plasament, protecția în cadrul concedierii nejustificate, condiții de muncă echitabile și corecte, interzicerea muncii copiilor și protecția tinerilor la locul de muncă, viața de familie și viața profesională, securitatea socială și asistența socială, protecția sănătății, accesul la serviciile de interes economic general, protecția mediului, protecția consumatorilor);
  - capitolul V: drepturile cetățenilor (dreptul de a alege și de a fi ales în Parlamentul European, dreptul de a alege și de a fi ales în cadrul alegerilor locale, dreptul la bună administrare, dreptul de acces la documente, Ombudsmanul European, dreptul de petiționare, libertatea de circulație și de ședere, protecția diplomatică și consulară);
  - capitolul VI: justiția (dreptul la o cale de atac eficientă și la un proces echitabil, prezumția de nevinovăție și dreptul la apărare, principiile legalității și proporționalității infracțiunilor și pedepselor, dreptul de a nu fi judecat sau condamnat de două ori pentru aceeași infracțiune);

## Monitorizare
- Începând din 2001, Parlamentul European prezintă în fiecare an, un raport care analizează măsura în care drepturile enunțate în Cartă sunt respectate.